# South African College of Music

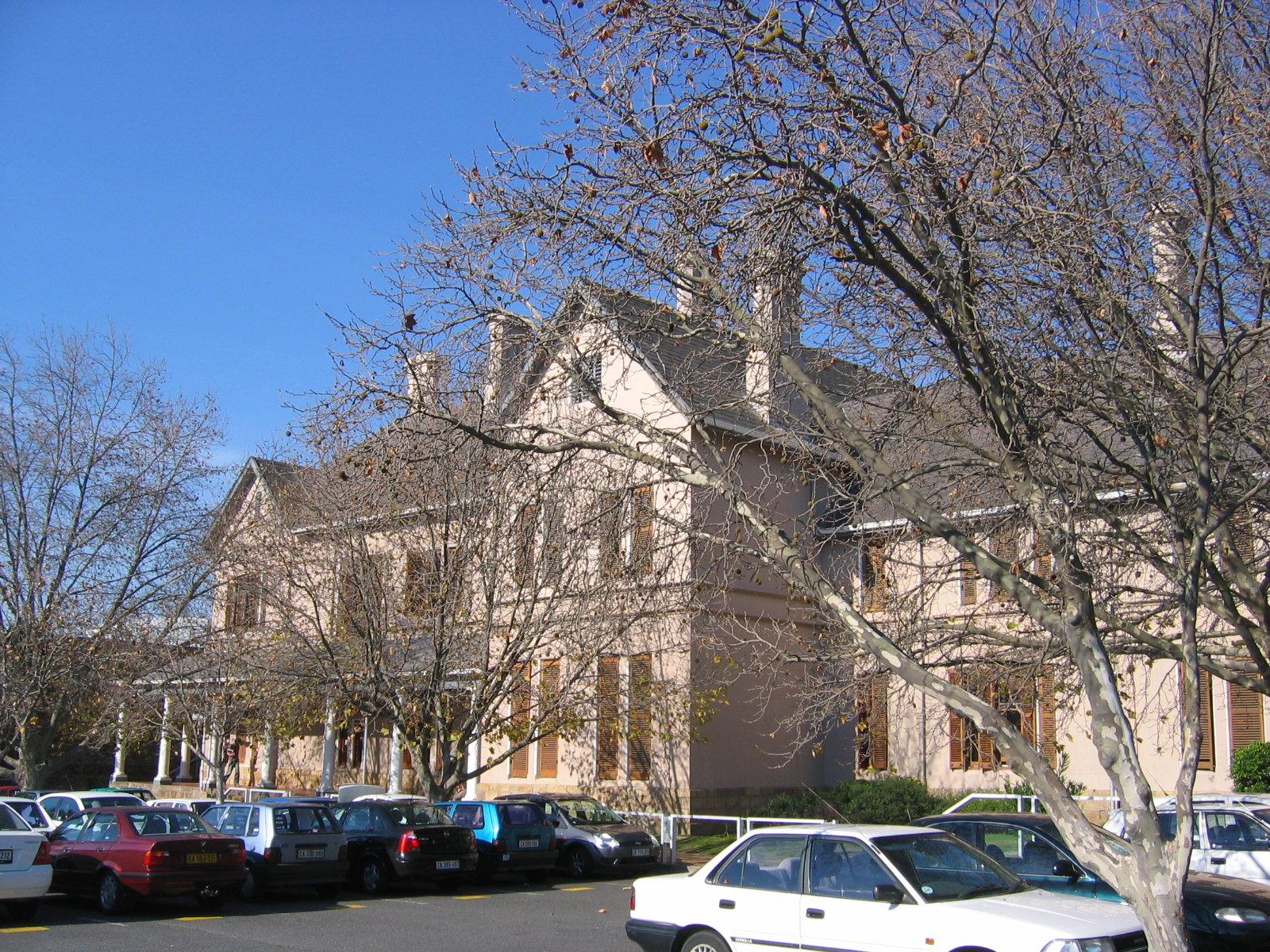
Strubenholm, Sitz des SACM.

Das South African College of Music (SACM) ist eine Abteilung in der Geisteswissenschaftlichen Fakultät der Universität Kapstadt (UCT). Sein Standort ist ein Nebencampus der UCT in Rondebosch, einem Vorort von Kapstadt.

## Geschichte
Das South African College of Music wurde von einigen Musikern unter der Leitung von Apolline Niay-Darroll gegründet und eröffnete 1910 mit sechs Studenten. 1912 wurde William Henry Bell Direktor und 1914 konnte das SACM in ein größeres Gebäude umziehen. 1920 wurde Bell Professor an der Universität von Kapstadt und das SACM 1923 in die Faculty of Humanities eingegliedert.

## Studiengänge
Das South African College of Music bietet Studiengänge in den klassischen Orchesterinstrumenten, Klavier, Orgel, Gesang, Jazz, afrikanischer Musik, Komposition und Musikwissenschaften an. Alle Studenten spielen in mindestens einem der Ensembles des Instituts, zu denen Orchester für Streicher und Bläser, eine Jazzband, eine Percussiongruppe, ein Musicalensemble, eine Big Band, ein Chor und das Symphonieorchester gehören. Die Gesangsstudenten der Opernklasse führen regelmäßige Aufführungen auf.
Postgraduale Studiengänge werden unter anderem in Musikethnologie, afrikanischer Musik, Jazz, Musikwissenschaften und Musical-Komposition angeboten.

## Das Institutsgebäude Strubenholm
Strubenholm in Rosebank, bis dahin das Privathaus von Henry Struben, ist seit 1925 der Sitz des SACM. Dort befindet sich auch die berühmte  Kirby Collection mit afrikanischen, europäischen und asiatischen Musikinstrumenten.
Zwei neue Anbauten wurden 1972 errichtet. Darin befinden sich der Chisholm Recital-Raum mit 160 Sitzen, das Fiasconaro-Opernstudio, fast hundert Lehr- und Übungsräume und die W.H. Bell Musik-Bibliothek. Außerdem gibt es Aufnahmestudios, spezielle Studios für elektronische Musik und ein Labor für Gehörbildung.
Die Konzerthalle im angrenzenden Baxter Theatre hat 638 Sitze und verfügt seit 1977 über eine herausragende Beckerath-Orgel.

## Bekannte Absolventen
- Eddie Kramer
- Galt MacDermot
- Ike Moriz
- Priaulx Rainier
- Pretty Yende